# Eunidia lizleri
Eunidia lizleri là một loài bọ cánh cứng trong họ Cerambycidae.